# 9 Persei
9 Persei (i Persei) é uma estrela na direção da Perseus. Possui uma ascensão reta de 02h 22m 21.43s e uma declinação de +55° 50′ 44.4″. Sua magnitude aparente é igual a 5.16. Considerando sua distância de 2050 anos-luz em relação à Terra, sua magnitude absoluta é igual a −0.89. Pertence à classe espectral A2Ia. É uma estrela variável Alpha Cygni.